# Black Roses (film 1936)
Black Roses è un film del 1936 diretto da Paul Martin.

## Produzione
Il film fu prodotto dall'Universum Film (UFA) come versione inglese di Rose nere. Sempre con protagonista Lilian Harvey, ma cambiando il resto del cast, nel 1935 ne era stata fatta anche una versione per il mercato francese, tradotta in Roses noires.

## Distribuzione
Distribuito dalla Reunion Films, il film uscì nelle sale del Regno Unito nel dicembre del 1936.
Nel 1950, la Cosmopolitan Pictures lo distribuì negli Stati Uniti in una riedizione dal titolo Flaming Hearts.